# 蓼状微孔草
蓼状微孔草（学名：Microula polygonoides）是紫草科微孔草属的植物，是中国的特有植物。分布于中国大陆的云南等地，生长于海拔2,700米的地区，常生长在山地，目前尚未由人工引种栽培。